# 第二次的夏天，再也無法見面的妳
《第二次的夏天，再也無法見面的妳》是赤城大空所著的日本輕小說，由擔綱插畫，2015年1月20日經小學館旗下的GAGAGA文庫發行文庫版，共1卷。
改編真人版電影於2017年9月1日上映，中西健二執導，長谷川康夫編劇，村上虹郎和吉田円佳飾演男女主角。

## 劇情概要
篠原智是就讀北高的高中生，北高過去曾有一個引發騷動的人氣樂團，因此學校從此禁止組樂團。高三時他遇見轉學來的同學森山燐，兩人先前曾遇見過，對音樂志同道合。燐於是拉著他組團，並找了鼓手花京院姫子、貝斯手石田六郎。經過學生會長菅野瑛子爭取校方同意成功後，樂團在文化祭上演出並大放異彩。
然而，燐一直將心臟不好的事隱瞞著眾人，表演不久後就住院了。燐對最後一段人生感到很滿意，智在此時向她告白，然而燐卻相當生氣，認為智在這種時候告白只會徒增困擾。隔天燐就去世了，智深感自責而消沈。數月後，智重遊兩人當初相遇的地方時，意外地回到了過去。為了彌補對燐的遺憾，智選擇在這次重來機會中不表達對燐的情感。

## 出版書籍
| 卷數 | 小學館（GAGAGA文庫） | 小學館（GAGAGA文庫）   | 台灣東販      | 台灣東販           |
| 卷數 | 發售日期             | ISBN                   | 發售日期      | ISBN               |
| ---- | -------------------- | ---------------------- | ------------- | ------------------ |
| 全   | 2015年1月20日        | ISBN 978-4-09-451532-9 | 2018年5月28日 | ISBN 9789864756780 |

小學館文庫
因應真人電影而推出的版本。封面不同，並收錄有額外短篇。
| 卷數 | 小學館（小學館文庫） | 小學館（小學館文庫） |
| 卷數 | 發售日期             | ISBN                 |
| ---- | -------------------- | -------------------- |
| 全   | 2017年8月8日         | ISBN 9784094064384   |

## 漫畫
漫畫版由源素水作畫，並且是他的出道作。漫畫版最大的不同在於添加了瑛子喜歡智的劇情，此設定經過責任編輯向原作者確認。
| 卷數 | 小學館        | 小學館             | 台灣東販      | 台灣東販           |
| 卷數 | 發售日期      | ISBN               | 發售日期      | ISBN               |
| ---- | ------------- | ------------------ | ------------- | ------------------ |
| 1    | 2017年8月10日 | ISBN 9784091277633 | 2018年6月21日 | ISBN 9789864756926 |
| 2    | 2017年9月12日 | ISBN 9784091278296 | 2018年7月21日 | ISBN 9789864757176 |

## 真人電影

### 演員列表
- 篠原智：村上虹郎
- 森山燐：吉田円佳
- 菅野瑛子：加藤玲奈
- 花京院姬子：金城茉奈
- 石田六郎：山田裕貴
- 榎本優：菊池亞希子
- 布施敦子：本上真奈美（本上まなみ）

## 外部連結
- 小學館官方網站（日語）
- 漫畫官方網站（日語）
- 電影官方網站（日語）